# Halowe Mistrzostwa Europy w Lekkoatletyce 1987 – bieg na 200 m kobiet
Bieg na 200 metrów kobiet – jedna z konkurencji biegowych rozgrywanych podczas halowych lekkoatletycznych mistrzostw Europy w  hali Stade couvert régional w Liévin. Eliminacje i bieg finałowy zostały rozegrane 22 lutego 1987. Zwyciężyła reprezentantka Niemieckiej Republiki Demokratycznej Kirsten Emmelmann. Tytułu zdobytego na poprzednich mistrzostwach nie broniła Marita Koch z NRD.

## Rezultaty

### Eliminacje
Rozegrano 2 biegi eliminacyjne, do których przystąpiło 10 biegaczek. Awans do finału dawało zajęcie jednego z pierwszych dwóch miejsc w swoim biegu (Q). Skład finału uzupełniły dwie zawodniczki z najlepszym czasem wśród przegranych (q). Ponieważ 3. zawodniczka z 1. biegu eliminacyjnego i 4. zawodniczka z 2. biegu eliminacyjnego uzyskały ten sam czas, rozegrano pomiędzy nimi dodatkowy bieg, którego zwyciężczyni awansowała do finału.
Opracowano na podstawie materiału źródłowego.
Bieg 1
| Miejsce | Zawodniczka       | Czas  | Uwagi |
| ------- | ----------------- | ----- | ----- |
| 1       | Kirsten Emmelmann | 23,29 | Q     |
| 2       | Blanca Lacambra   | 23,33 | Q     |
| 3       | Martine Cassin    | 24,27 |       |
| 4       | Semra Aksu        | 24,44 |       |
| 5       | Marina Skurdi     | 24,78 |       |

Bieg 2
| Miejsce | Zawodniczka            | Czas  | Uwagi |
| ------- | ---------------------- | ----- | ----- |
| 1       | Daniela Ferrian        | 23,67 | Q     |
| 2       | Marie-Christine Cazier | 23,75 | Q     |
| 3       | Sisko Markkanen        | 24,26 | q     |
| 4       | Maria Fernström        | 24,27 | q     |
| 5       | Odile Singa            | 24,42 |       |

Bieg dodatkowy
| Miejsce | Zawodniczka     | Czas  | Uwagi |
| ------- | --------------- | ----- | ----- |
| 1       | Maria Fernström | 23,85 | Q     |
| 2       | Martine Cassin  | 23,95 |       |

### Finał
Opracowano na podstawie materiału źródłowego.
| Miejsce | Zawodniczka            | Czas  |
| ------- | ---------------------- | ----- |
| 1       | Kirsten Emmelmann      | 23,10 |
| 2       | Blanca Lacambra        | 23,19 |
| 3       | Marie-Christine Cazier | 23,40 |
| 4       | Daniela Ferrian        | 23,57 |
| 5       | Maria Fernström        | 24,50 |
| 6       | Sisko Markkanen        | 24,55 |